# Aeso
Aeso fou una petita ciutat romana que arribà al rang de municipium, situada on avui dia hi ha la vila d'Isona (terme municipal d'Isona i Conca Dellà), al Pallars Jussà, substituint el poblat ibèric d'Eso (en ibèric ). Fou citada a les obres de Ptolemeu i de Plini el Vell.

## L'arribada dels romans
S'especula que en el moment de l'arribada dels romans a les nostres terres, els jacetans d'Isona degueren fer costat als ilergetes de la plana de Lleida i Balaguer, resistint-se fortament a l'ocupació que començà a Empúries el 218 aC. Un cop vençuda la resistència durant l'època republicana els romans s'establiren a Isona, convertint l'Eso iberobasca en la Aeso romana. No se sap si van foragitar els lacetans ocupant el seu poblat, que és el més probable, o si tan sols s'establiren al costat d'ells aprofitant, això sí, part de les muralles ibèriques.

## L'Aeso romana

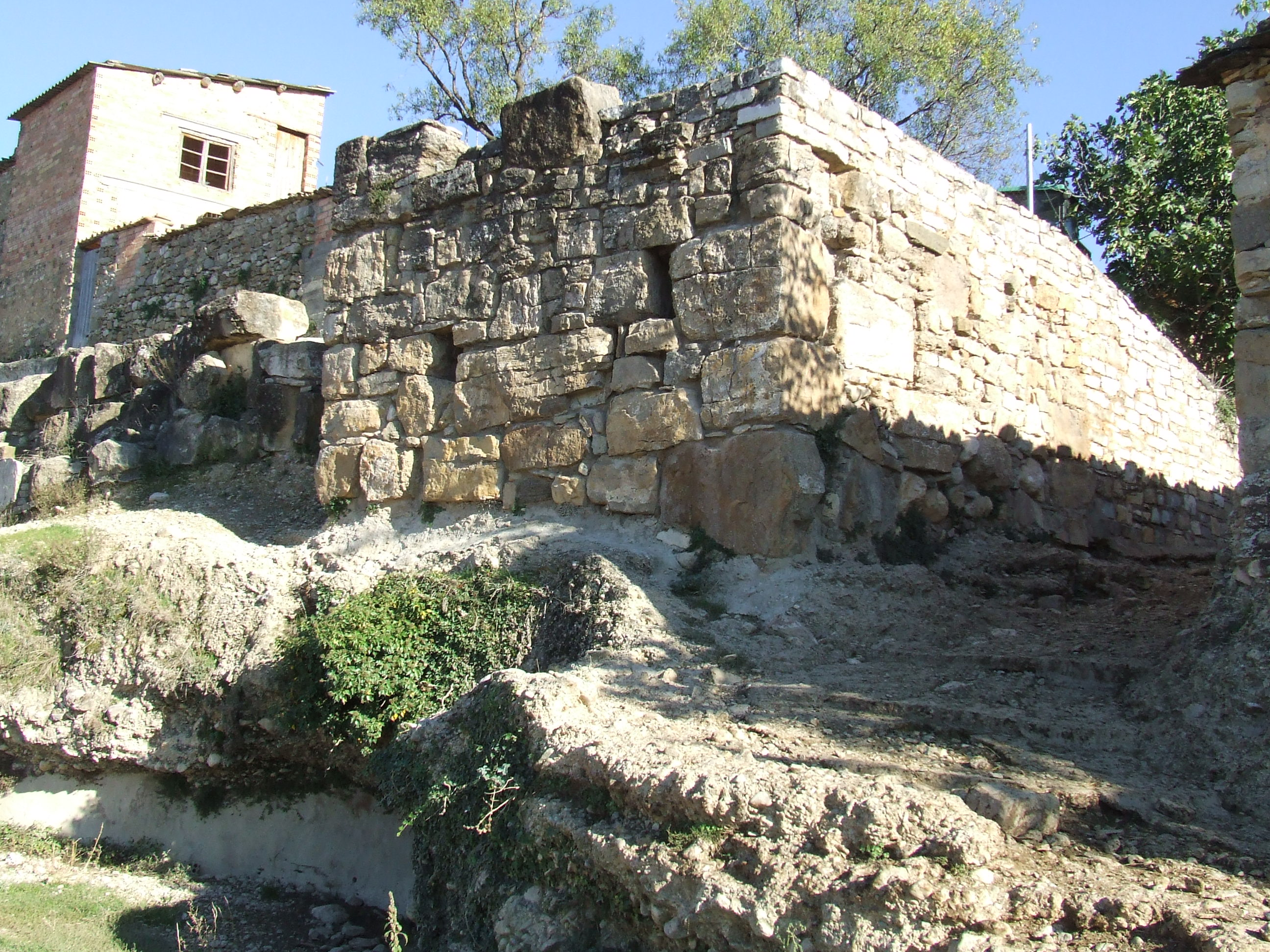
Restes de la muralla ibèrica reaprofitada pels romans

Des de llavors Aeso va passar a ser un enclavament important en el sistema defensiu i organitzatiu en general de la dominació romana del Pallars. Es tractava d'una ciutat petita, però amb una gran importància estratègica si es jutja pel seu fort caràcter militar. Des del primer campament romà que s'hi establí l'assentament es consolidà sobretot durant el regnat d'August, i va continuar durant el regnat de la dinastia Flàvia. L'época imperial fou precisament la més esplendorosa: Aeso passà a ser d'una simple civitas stipendiaria a tenir el rang de municipium (municipi romà). Les làpides conservades ens han donat detalls de la seva organització, molt completa, amb tots els càrrecs polítics i funcionarials d'un municipi important.
A partir de l'any 200 dC Aeso entrà en una gradual decadència que s'accentuà a partir del 260. Va mantenir-se fins al segle vi, moment en què deixen d'aparèixer les mostres epigràfiques que ens han donat tanta informació de la vila. Tanmateix, els darrers 300 anys foren molt atzarosos: incendiada en diverses ocasions, devastada pels musulmans que havien envaït el país,
A banda del nucli principal d'Isona, també es té constància de l'existència de tot un seguit de viles diverses fins a uns deu o dotze quilòmetres a l'entorn d'Aeso que es poden datar entre els anys 350 i 450 de la nostra era. Es té esment de la de Llorís, amb un jaciment conegut de més de 6.000 m².

### L'herència romana
La importància de l'Aeso romana és evident si es té en compte el material epigràfic romà conservat. Una d'aquestes pedres ens ha fet conèixer l'existència del militar isonenc Luci Emili Patern que va servir als exèrcits de l'emperador Trajà (98 - 117 dC).
En canvi no es tenen gaires vestigis arqueològics pel fet que a Isona s'han fet poques prospeccions, en bona part perquè les restes són sota les cases de la vila. Als anys 40 del segle xx es perdé una bona oportunitat per fer aquestes excavacions, ja que a l'hora d'emprendre la reconstrucció del poble destruït per les bombes durant la Guerra Civil, no es van excavar els espais buits enderrocats.